# Vad dig möter, vad dig händer
Vad dig möter, vad dig händer är en psalmsång med text och musik av David Wickberg.

## Publicerad i
- Frälsningsarméns sångbok 1929 som nr 361 under rubriken "Jubel, erfarenhet och vittnesbörd".
- Musik till Frälsningsarméns sångbok 1930 som nr 361.
- Frälsningsarméns sångbok 1968 som nr 425 under rubriken "Det Kristna Livet
- Frälsningsarméns sångbok 1990 som nr 595 under rubriken "Erfarenhet och vittnesbörd".